# Hidaka (Kōchi)
Hidaka (jap. 日高村 Hidaka-mura) – wieś w Japonii, na wyspie Sikoku, w prefekturze Kōchi. Według danych na rok 2020 miejscowość zamieszkiwało 4 812 mieszkańców , a gęstość zaludnienia wyniosła 107,3 os./km².